# 무용 수업
《무용 수업》(프랑스어: La Classe de ballet, 영어: The Dance Class)은 프랑스의 화가 에드가 드가가 1874년에 그린 유화이다. 현재 뉴욕 메트로폴리탄 미술관에 소장되어 있다.
이 작품은 1873년에 화재로 소실된 옛 파리 오페라 극장에서 발레 마스터인 쥘 페로의 발레 수업을 상상하여 담아낸 작품으로, 오르세 미술관에 소장된 드가의 대표적인 발레 그림인 《발레 수업》과 유사하다. 작품 속 출입구 왼편에는 로시니의 《빌헬름 텔》 포스터가 벽면에 붙어있는데 이는 이 작품을 의뢰한 오페라 가수 장바티스트 포레를 위한 것이다.